# Magnetokristallin anisotropi
Magnetokristallin anisotropi är egenskapen hos kristallina magnetiska material att energin beror på magnetiseringsriktningen relativt kristallgittret.   Det är en speciell typ av magnetisk anisotropi och en mycket viktig egenskap inom ett flertal tillämpningsområden. Enheten har dimension energi per volym och blir i Internationella måttenhetssystemet (SI) J/m3.

## Fysikalisk orsak
Den mikroskopiska orsaken till magnetokristallin anisotropi är spin-ban-kopplingen.  Den annars isotropa magnetiseringen från elektronernas spinn blir anisotrop (riktningsberoende) när den via spin-ban-kopplingen växelverkar med banrörelsemomentet som i sin tur är kopplat till kristallens elektriska fält (kristallfältet). 

### Relation till banrörelsemängdsmomentets anisotropi
I d-elementsbaserade magneter har magnitismen normalt sitt huvudsakliga ursprung i elektronernas spinn medan det magnetiska momentet från banrörelsemängdsmomentet släcks av det så kallade kristallfältet. Den relativt svaga (jämfört med t.ex. den utbytesväxelverkan som ger upphov till magnetisk ordning) spinn-ban-kopplingen ger dock upphov till ett litet magnetiskt banrörelsemängdsmoment även i dessa material. Då både banrörelsemängdsmomentet och den magnetokristallina anisotropin har sin grund i spinn-ban-kopplingen visade Patrick Bruno, genom tillämpning av störningsteori, att den magnetokristallina anisotropin ofta kan förväntas vara proportionell mot banrörelsemängdsmomentets anisotropi. 

## Fenomenologisk beskrivning
Magnetokristallin anisotropi observerades experimentellt innan någon mikroskopisk teori för fenomenet fanns tillgänglig. Även utan kännedom om bakomliggande mikroskopiska orsaker kan en fenomenologisk beskrivning ges utifrån symmetriargument. För en enaxlig kristall (t.ex. tetragonal eller hexagonal) gäller då  

{\displaystyle E/V=K_{0}+K_{1}\sin ^{2}\theta +K_{2}\sin ^{4}\theta +...} 

där {\displaystyle E/V} betecknar energitätheten (energi per volymenhet), {\displaystyle K_{0}} är den isotropa energin hos systemet och {\displaystyle \theta } betecknar vinkeln mellan magnetiseringsriktningen och kristallaxeln. För en kubisk kristall gäller istället 
{\displaystyle E/V=K_{0}+K_{1}(\alpha _{1}^{2}\alpha _{2}^{2}+\alpha _{1}^{2}\alpha _{3}^{2}+\alpha _{2}^{2}\alpha _{3}^{2})+K_{2}\alpha _{1}^{2}\alpha _{2}^{2}\alpha _{3}^{2}+...} 
 
där {\displaystyle \alpha _{i}} betecknar riktningscosiner. Liknande uttryck kan skrivas ner för andra kristallsymmetrier och endast termer av jämn ordning är tillåtna av tidsinversionssymmetri.  

## Praktiskt relevans
Magnetokrystallin anisotropi är en mycket viktig egenskap i flertalet betydelsefulla tillämpningar av magnetiska material, t.ex. magnetisk datalagring och permanentmagneter. I permanentmagneter krävs magnetisk anisotropi för att uppnå koercivitet. I ovan nämnda tillämpningar är en stark magnetisk anisotropi önskvärd medan en så svag magnetisk anisotropi som. möjligt är önskvärd i andra tillämpningar, t.ex. transformatorkärnor.